# Cystiphora canadensis
Cystiphora canadensis är en tvåvingeart som beskrevs av Ephraim Porter Felt 1913. Cystiphora canadensis ingår i släktet Cystiphora och familjen gallmyggor.
Artens utbredningsområde är Ontario. Inga underarter finns listade i Catalogue of Life.